# Rue André-Colledeboeuf
La rue André-Colledebœuf est une voie du 16e arrondissement de Paris, en France.

## Situation et accès

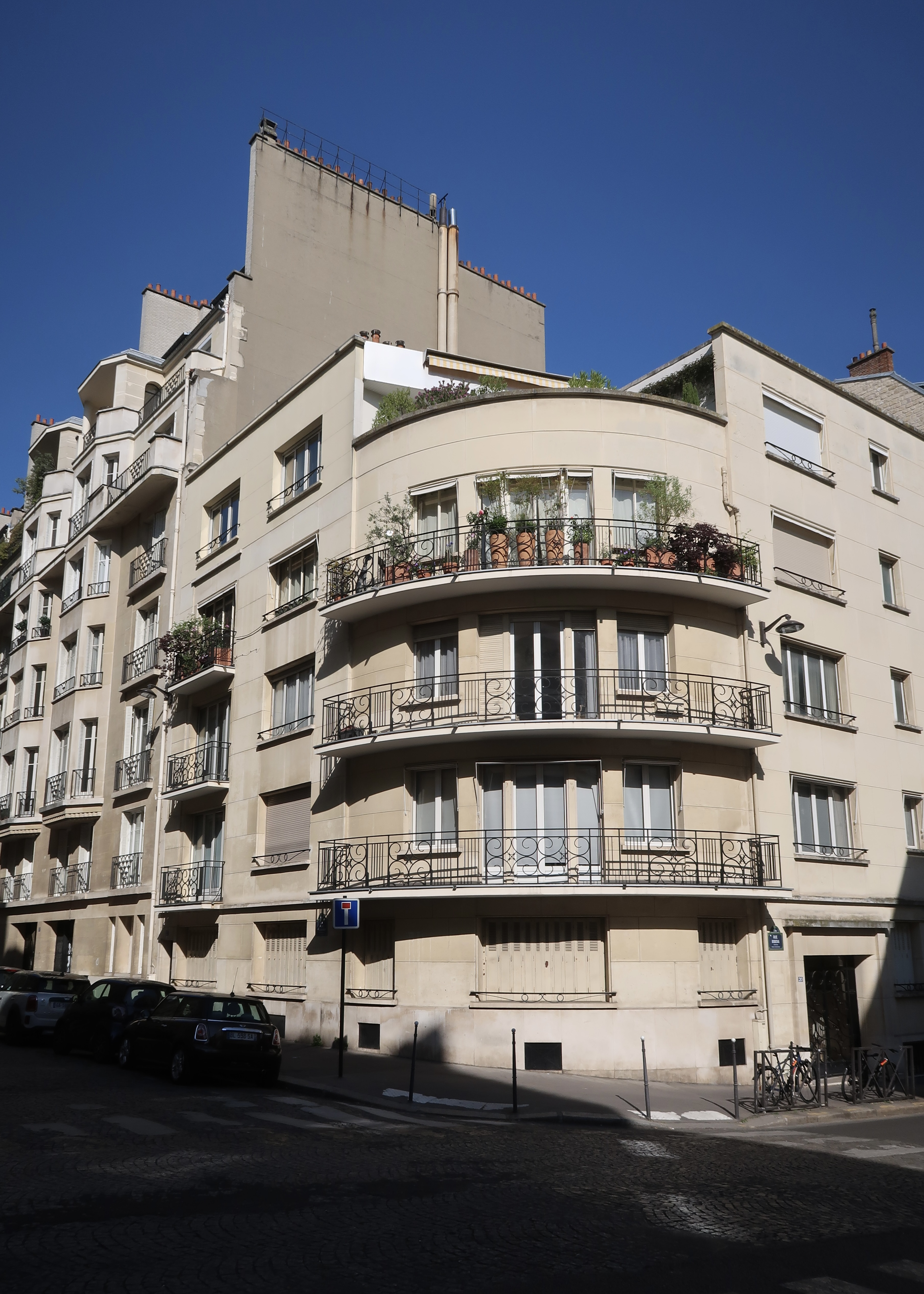
Au croisement avec la rue Ribera.

La rue André-Colledebœuf est une voie publique située dans le 16e arrondissement de Paris. Elle débute au 20, rue Ribera et se termine en impasse.
Le quartier est desservi par la ligne 9, à la station Jasmin.

## Origine du nom
André Colledebœuf était l'un des fils de Louis Émile Colledebœuf, adjoint au maire du 16e arrondissement et administrateur du Bon Marché. Louis Émile était propriétaire des terrains sur lesquels cette voie a été ouverte et habitait un hôtel particulier au 50, rue Fontaine (aujourd'hui rue Jean-de-La-Fontaine), à 200 mètres de la rue André-Colledebœuf.
André Marie Émile Colledebœuf, né le 2 mars 1892 dans le 6e arrondissement, est décédé à Proyart dans la Somme des suites de ses blessures reçues le 20 décembre 1916, durant les combats de la Première Guerre mondiale. André Colledebœuf a reçu la croix de guerre 1914-1918 ainsi que, à titre posthume, la médaille militaire. La citation à l'ordre de la 3e division d'infanterie du 7 janvier 1917 stipule :

« Excellent sous-officier, d'une très grande bravoure. Pris le 20 décembre 1916, sous un bombardement à obus asphyxiants, a, par son sang froid, contribué à maintenir le calme dans le personnel. Grièvement atteint, est mort de ses blessures. »

Son nom figure parmi les 764 noms du monument aux morts du lycée Janson-de-Sailly,.
Les raisons exactes ayant conduit au choix du nom de cette rue ne nous sont pas parvenues, mais l'on peut observer que l'arrêté portant création de cette rue a été pris au 10e anniversaire de la mort au champ d'honneur du fils du maire adjoint du 16e arrondissement, qui par ailleurs a fourni les terrains.

## Historique
Autorisée par un arrêté du 2 décembre 1926, la rue André-Colledebœuf est ouverte en 1930 et classée dans la voirie parisienne par un arrêté du 1er septembre 1932.

## Bâtiments remarquables et lieux de mémoire
- No 1 : immeuble datant de 1930 ayant abrité, à partir des années 1930, le domicile familial et l'agence de l'architecte Roger Gonthier (1884-1978) auquel était ultérieurement associé son fils Henri Gonthier[9] (1912-1996)[10].